# Ture No 8

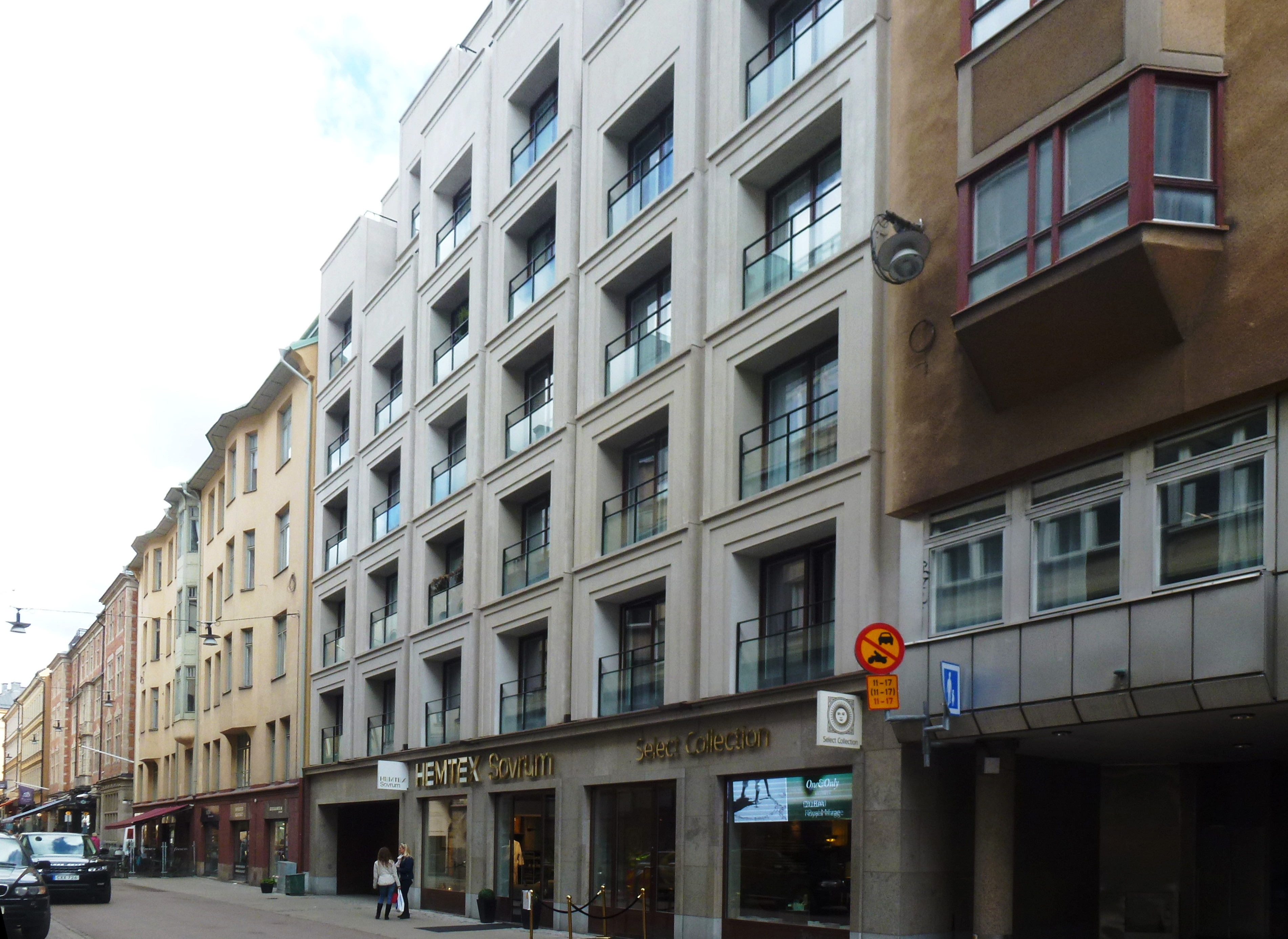
"Ture No 8" Grev Turegatan 8, 2015.

Ture No 8 (Riddaren 24) är en fastighet med bostäder och affärer i kvarteret Riddaren vid Grev Turegatan 8 på Östermalm i centrala Stockholm. Den mycket exklusiva byggnaden blev inflyttningsklar år 2014 och nominerades till Årets Stockholmsbyggnad 2015.

## Kvarteret
Kvarteret Riddaren är ett av de största innerstadskvarteren i Stockholm. Det begränsas av Riddargatan i söder, Nybrogatan i öster, Humlegårdsgatan i norr och Grev Turegatan i väster. I nordöstra hörnet av kvarteret ligger Östermalms saluhall. Kvartersnamnet finns dokumenterat sedan 1649 och har liksom Riddargatan troligen samband med ätterna Brahe och Oxenstierna som på 1600-talet ägde stora tomter och trädgårdar i området. På Petrus Tillaeus karta från 1733 är kvarteret i det närmaste obebyggt. På platsen för dagens Riddaren 23 och 24 stod en av Stockholms många väderkvarnar kallad Slipan. I mitten av 1800-talet började kvarteret bebyggas med bostadshus.

## Bakgrund

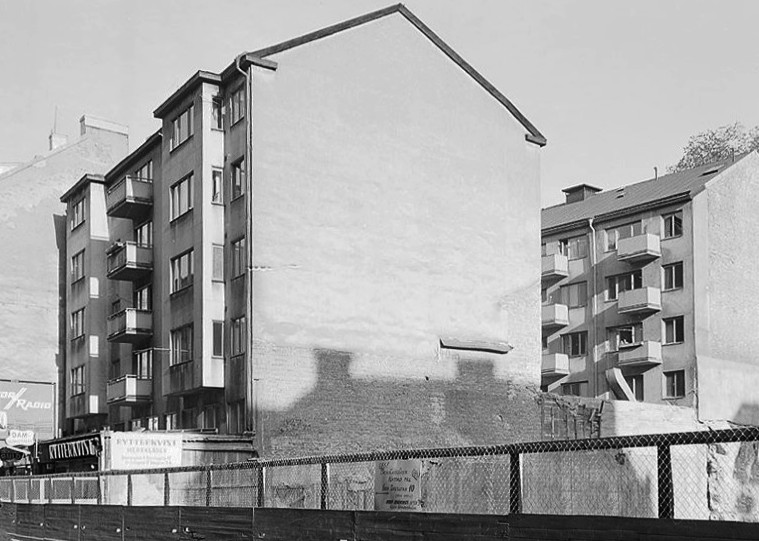
Riddaren 24, gatu- och gårdshus 1962.

På 1930-talet revs den äldre bebyggelsen i fastigheten Riddaren 24 och ersattes av ett bostads- och affärshus från 1936-1938 uppfört i funktionalistisk stil efter ritningar av arkitekt Jean Adrian. Byggnadens fasader mot gatan var klädda med marmor. Huset hade sex våningar och rymde 60 smålägenheter. Fastigheten sträcker sig långt in mot bakgården med ett gårdshus på fem våningar. 
Den då gällande stadsplanen innebar att hela Grev Turegatan skulle breddas mot öster varför byggnadens fasader drogs in fyra meter från gatulinjen med undantag för butikerna i bottenvåningen. I en ny stadsplan från 1979 övergavs tanken att bredda Grev Turegatan och resultatet blev att huset inte längre överensstämde med gällande plan. Fastigheten var den enda med indragen fasad och bildade en oönskad lucka i gatulinjen. Huset var även i stort behov av renovering såväl invändigt som utvändigt. 
I juli 2010 vann en ny detaljplan laga kraft i syfte att rekonstruera den ursprungliga gatulinjen och anpassa den nya byggnaden till den befintliga kvartersstrukturen samt att skapa 61 lägenheter. Ett tidigare planförslag med glasfasad och 20 lägenheter genomfördes inte. I augusti 2011 revs huset från 1930-talet.

## Beskrivning

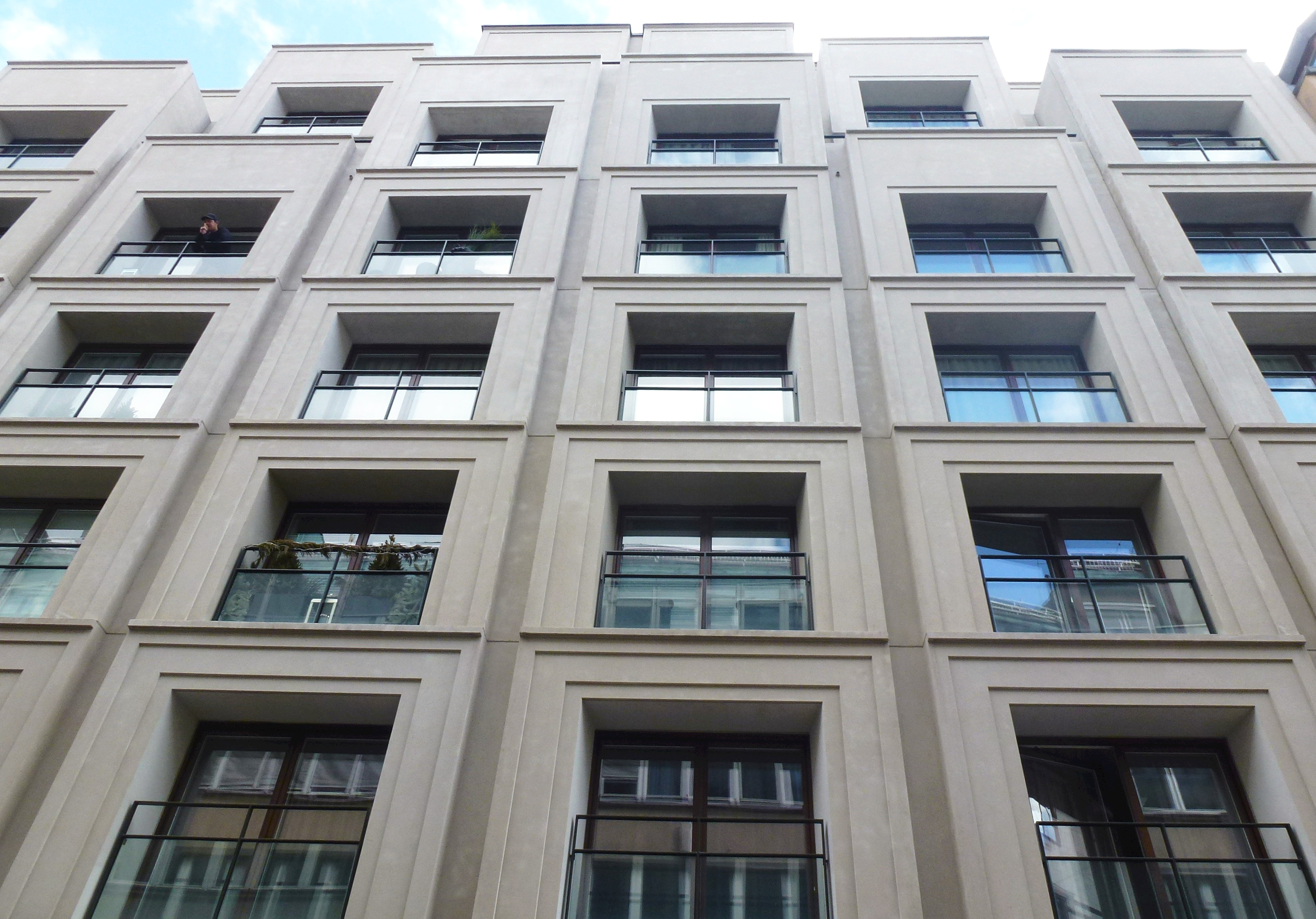
Fasaden mot Grev Turegatan, april 2015.

Byggherre för den nya byggnaden var fastighetsbolaget Wallenstam som anlitade Vera Arkitekter att formge Ture No 8. Anläggningen fick åtta våningar med två huskroppar som sträcker sig långt in i kvarteret. De två översta våningarna är indragna, dessutom finns en indragen takpaviljong/takvåning på gatu- respektive gårdshus. Den totala bruttoytan uppgår till cirka 8 000 m² BTA, varav cirka 1 000 m² för handel och lagerutrymmen samt cirka 4 500 m² för bostäder. Under huset finns en källare med plats för privat bilparkering.
Det exklusiva läge i centrala Stockholm nära Sturegallerian återspeglar sig i val av material och höga krav på utförande. Byggnaden innehåller 61 lägenheter fördelade på två till sex rum och kök samt två takvåningar om 140 m² med terrass och bubbelpool på taket. Majoriteten av lägenheterna utgörs av tvåor på mellan 51 och 60 m². Sexan har en bostadsyta på 155 m². Fasaden mot gatan består av sandblästrade betongelement som fick en kraftfull skulptural gestaltning med djupa fönsternischer. Elementen tillverkades av Strängbetong och ansvarige arkitekten Tobias Nissen på Vera Arkitekter belönades med Svensk Betongs Arkitekturpris Prefab 2014 för den lyckade formgivningen. I kontrast till den strikta fasaden mot Grev Turegatan står innergårdens putsade fasader med rundade former och svängda, sammanhängande balkonger. Lägenheterna uppläts med bostadsrätt. 
Priserna slog rekord för bostadsrätter i Stockholm när försäljningen kom igång i oktober 2013. En av de två takvåningarna på 140 m² såldes för 28 miljoner kronor, vilket motsvarade 200 000 kronor per m².
I april 2015 nominerades Ture No 8 som ett av tio projekt i arkitekturtävlingen Årets Stockholmsbyggnad. I juryn sitter bland andra Stockholms stadsarkitekt Karolina Keyzer som menar angående det exklusiva bostadshuset: ”Finagatan går före med formell och vacker fasadelementarkitektur. När arkitekt och industri samarbetar tätt genom projektering och bygge kan det bli hur bra som helst. Något att ta till vara i våra stadsutvecklingsområden.” 

## Bilder

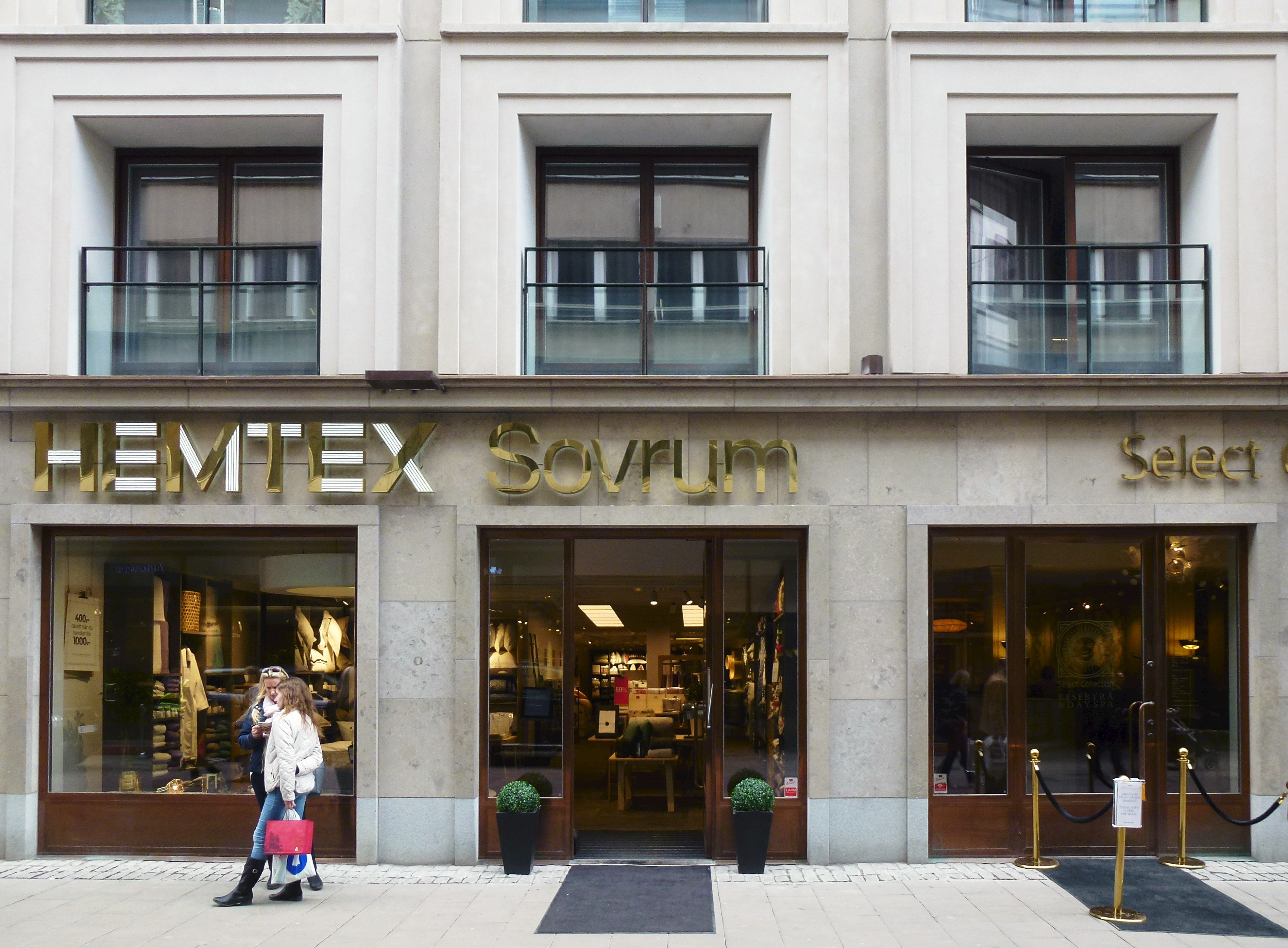
Butiksplan
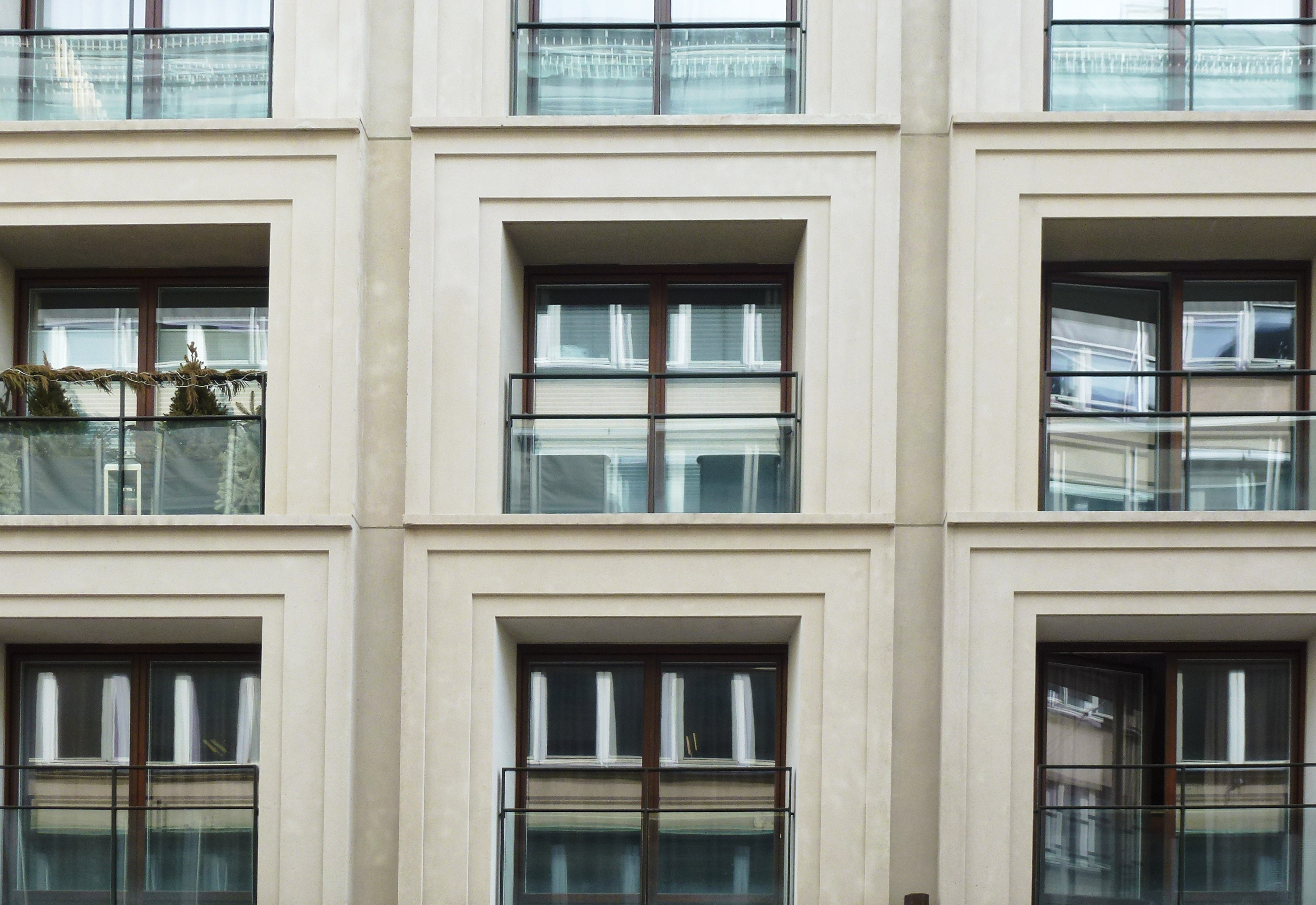
Fasaddetalj
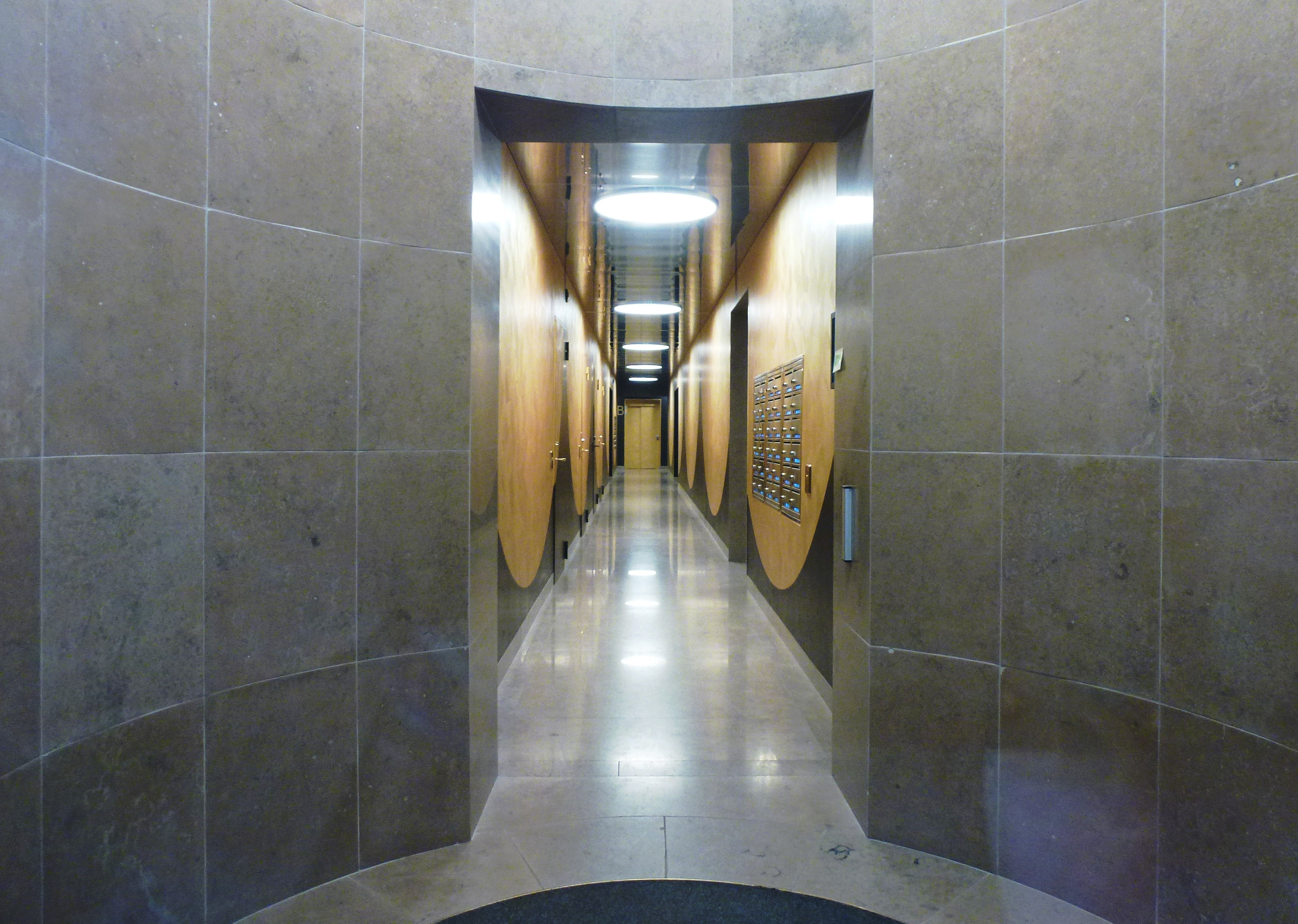
Entré
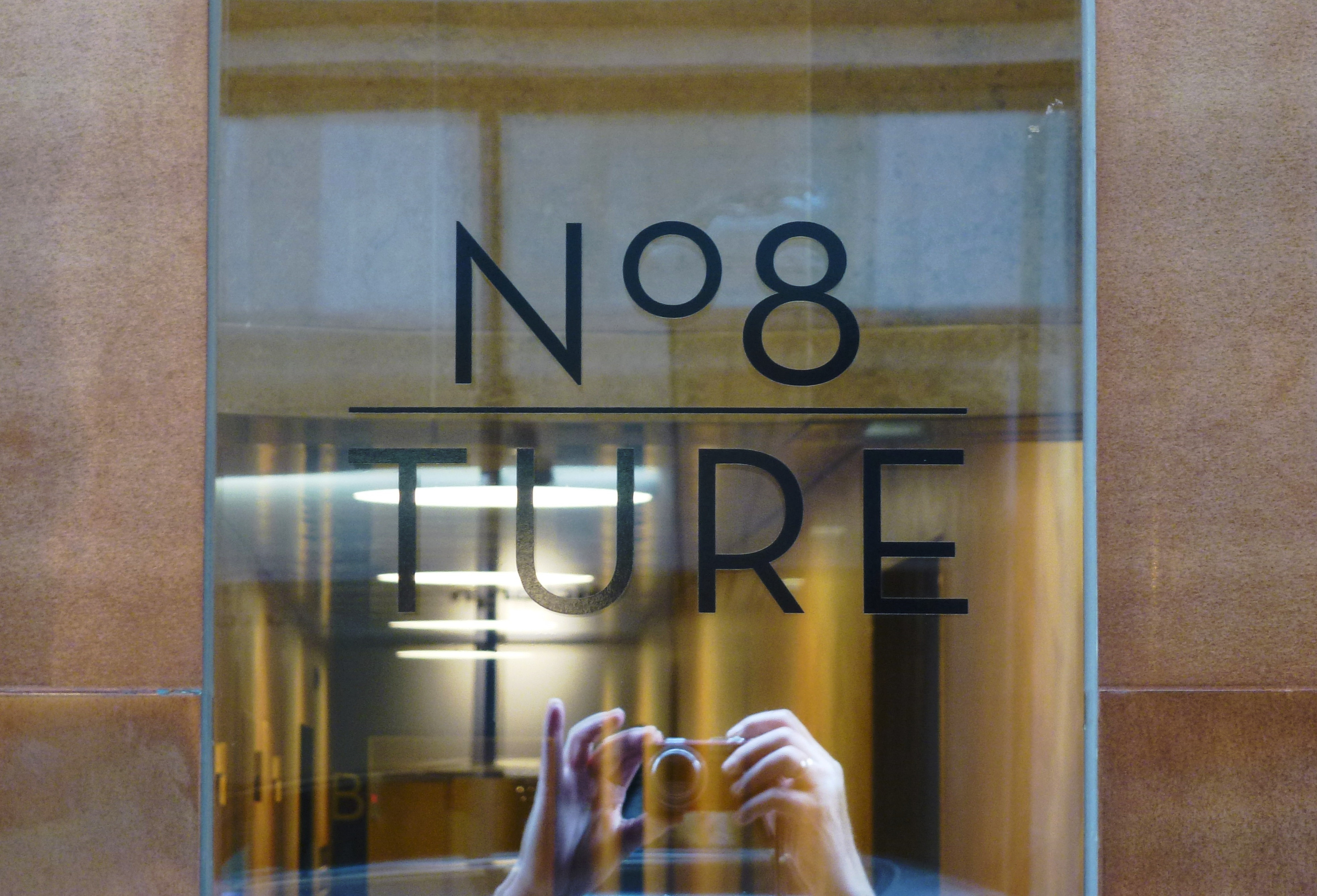
"No 8 Ture"